# Уолл, Кирстен
Ки́рстен Уо́лл (англ. Kirsten Wall, урожд. Ки́рстен Ха́рмарк, англ. Kirsten Harmark; род. 27 ноября 1975, Милтон, Онтарио) — канадская кёрлингистка.
В составе женской сборной Канады участник и чемпион зимних Олимпийских игр 2014. Призёр чемпионатов Канады среди женщин и среди юниоров.
В «классическом» кёрлинге (команда из четырёх человек одного пола) играла в основном на позиции третьего.

## Достижения
- Зимние Олимпийские игры: золото (2014).
- Чемпионат Канады по кёрлингу среди женщин: бронза (2001, 2002, 2004, 2008).
- Канадский олимпийский отбор по кёрлингу: золото (2013).
- Кубок Канады по кёрлингу: золото (2003), серебро (2012).
- Чемпионат Канады по кёрлингу среди юниоров: серебро (1995).

## Команды
| Сезон   | Четвёртый       | Третий           | Второй         | Первый         | Запасной                                             | Турниры                                |
| ------- | --------------- | ---------------- | -------------- | -------------- | ---------------------------------------------------- | -------------------------------------- |
| 1994—95 | Кирстен Хармарк | Nicole Pellegrin | Catherine Kemp | Andra Harmark  | Tara Faggion                                         | ЧКЮ 1995                               |
| 2000—01 | Шерри Мидо      | Janet Brown      | Андреа Лоус    | Sheri Cordina  | Кирстен Хармарк                                      | ЧК 2001                                |
| 2001—02 | Шерри Мидо      | Janet Brown      | Андреа Лоус    | Sheri Cordina  | Кирстен Хармарк тренер: Pat Reid                     | КООК 2001 (5 место) · ЧК 2002          |
| 2002—03 | Шерри Мидо      | Кирстен Уолл     | Андреа Лоус    | Sheri Cordina  |                                                      | КК 2003                                |
| 2003—04 | Шерри Мидо      | Кирстен Уолл     | Андреа Лоус    | Sheri Cordina  | Кэти Кинг (КК) Джен Ханна (ЧК) тренер: Pat Reid (ЧК) | КК 2004 (4 место) · ККК 2003 · ЧК 2004 |
| 2004—05 | Шерри Мидо      | Кирстен Уолл     | Андреа Лоус    | Sheri Greenman |                                                      |                                        |
| 2005—06 | Шерри Мидо      | Кирстен Уолл     | Андреа Лоус    | Sheri Greenman | Кэти Кинг тренер: Pat Reid                           | КООК 2005 (4 место)                    |
| 2006—07 | Шерри Мидо      | Kim Moore        | Kate Hamer     | Andra Aldred   | Кирстен Уолл                                         |                                        |
| 2007—08 | Шерри Мидо      | Кирстен Уолл     | Kim Moore      | Andra Harmark  | Tara George тренер: Andrea Ronnebeck                 | ЧК 2008                                |
| 2008—09 | Шерри Мидо      | Кирстен Уолл     | Kim Moore      | Andra Harmark  |                                                      | КК 2009 (9 место)                      |
| 2008—09 | Шерри Мидо      | Кирстен Уолл     | Kim Moore      | Andra Aldred   |                                                      |                                        |
| 2009—10 | Шерри Мидо      | Кирстен Уолл     | Kim Moore      | Andra Aldred   | Хезер Недохин                                        |                                        |
| 2010—11 | Кирстен Уолл    | Hollie Nicol     | Даниэль Инглис | Джилл Моузар   |                                                      |                                        |
| 2011—12 | Кирстен Уолл    | Hollie Nicol     | Даниэль Инглис | Джилл Моузар   |                                                      |                                        |
| 2012—13 | Кейтлин Лоус    | Кирстен Уолл     | Джилл Оффисер  | Дон Эскин      | тренер: Джанет Арнотт                                | КК 2012                                |
| 2013—14 | Дженнифер Джонс | Кейтлин Лоус     | Джилл Оффисер  | Дон Макьюэн    | Кирстен Уолл тренер: Джанет Арнотт                   | КООК 2013 · ЗОИ 2014                   |

(скипы выделены полужирным шрифтом)

## Частная жизнь
Её родители состояли в кёрлинг-клубе Milton Curling Club (Милтон, пров. Онтарио), поэтому Кирстен с 8 лет начала заниматься кёрлингом.
Окончила Институт Миченера (англ. The Michener Institute) в 2001 году. Работает старшим технологом-генетиком в больнице Кредит Вэлли в городе Миссиссага (пров. Онтарио).
Замужем, муж — кёрлингист Тревор Уолл (англ. Trevor Wall), выступал на мужском чемпионате Канады 2004 за команду провинции Онтарио (скип Майк Харрис).